# Armstrong Siddeley Double Mamba

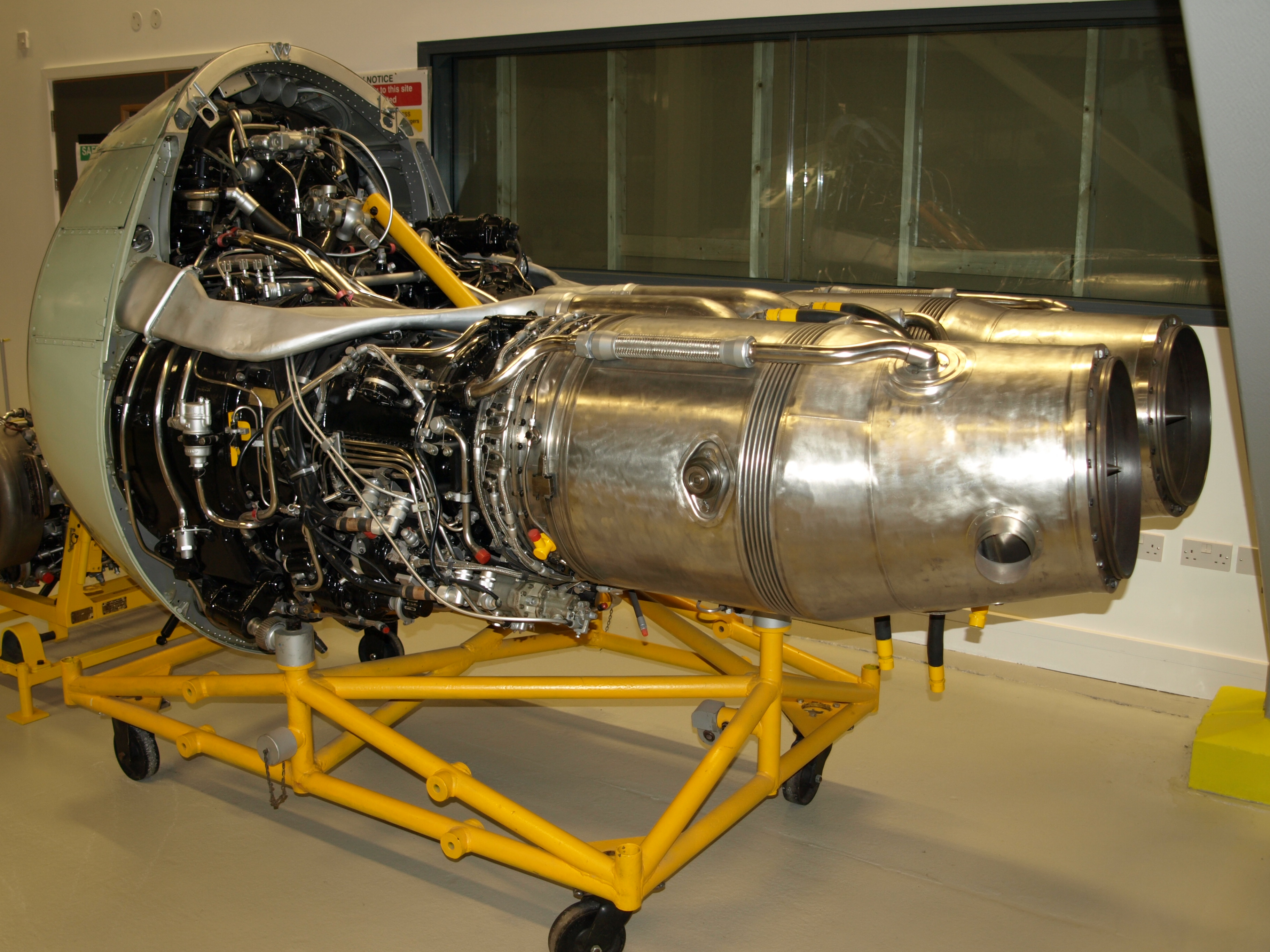
Double Mamba im Imperial War Museum Duxford

Der Armstrong Siddeley Double Mamba war ein Turboprop-Triebwerk, das der britische Hersteller Armstrong Siddeley ab September 1949 herstellte. Die Maschinen entwickelten etwa 3000–4000 ehp (2500–3000 kW). Sie wurden hauptsächlich an der Fairey Gannet, einem U-Boot-Abwehrflugzeug für den Fleet Air Arm der Royal Navy, eingesetzt.

## Konstruktion und Entwicklung
Der Double Mamba (selten auch Twin Mamba) war eine Weiterentwicklung der Mamba, der gegenläufige Koaxialpropeller über ein gemeinsames Reduktionsgetriebe antrieb.
Das Triebwerk wurde durch Kartuschen gestartet, aber man konnte sie im Flug auch durch die Luftströmung neu starten. Eine der beiden Mambas konnte während des Fluges abgestellt werden, um Treibstoff zu sparen.

## Varianten und Anwendungen

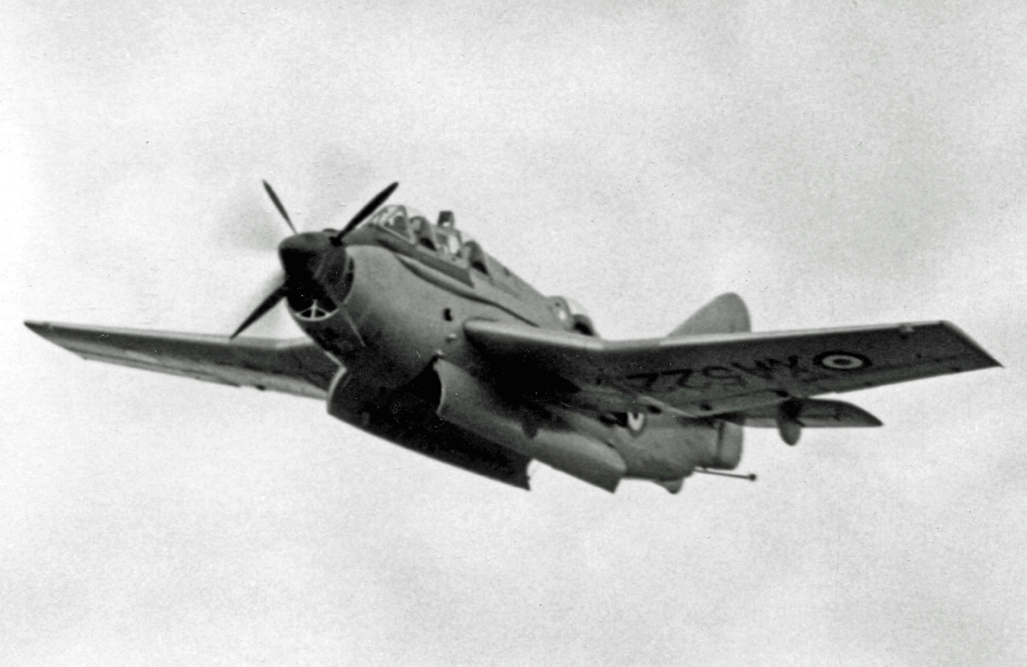
Fairey Gannet, eine Hälfte der Double Mamba abgestellt

Die Bezeichnung des Ministry of Supply für diese Maschine zeigt die offensichtliche Verbindung zur Mamba-Linie auf:

AS = Armstrong Siddeley

M = Mamba

D = Double

Nr. = Modell
| Modell | Schub (ehp) | Motoren- komponenten | Flugzeug                                           |
| ------ | ----------- | -------------------- | -------------------------------------------------- |
| ASMD.1 | 2950        | 2 × ASM.3            | Fairey Gannet A.S. Mark 1 Blackburn B88 (Prototyp) |
| ASMD.3 | 3145        | 2 × ASM.5            | Fairey Gannet A.S. Mark 4                          |
| ASMD.4 | 3875        | 2 × ASM.6            | Fairey Gannet AEW Mark 3                           |

Der Double Mamba wurde auch als Antrieb für den Westland Westminster, einen 30-Sitzigen Hubschrauber, vorgeschlagen. Er wurde später als Prototyp mit zwei Napier Eland E220-Motoren gebaut.

## Exemplare in Museen

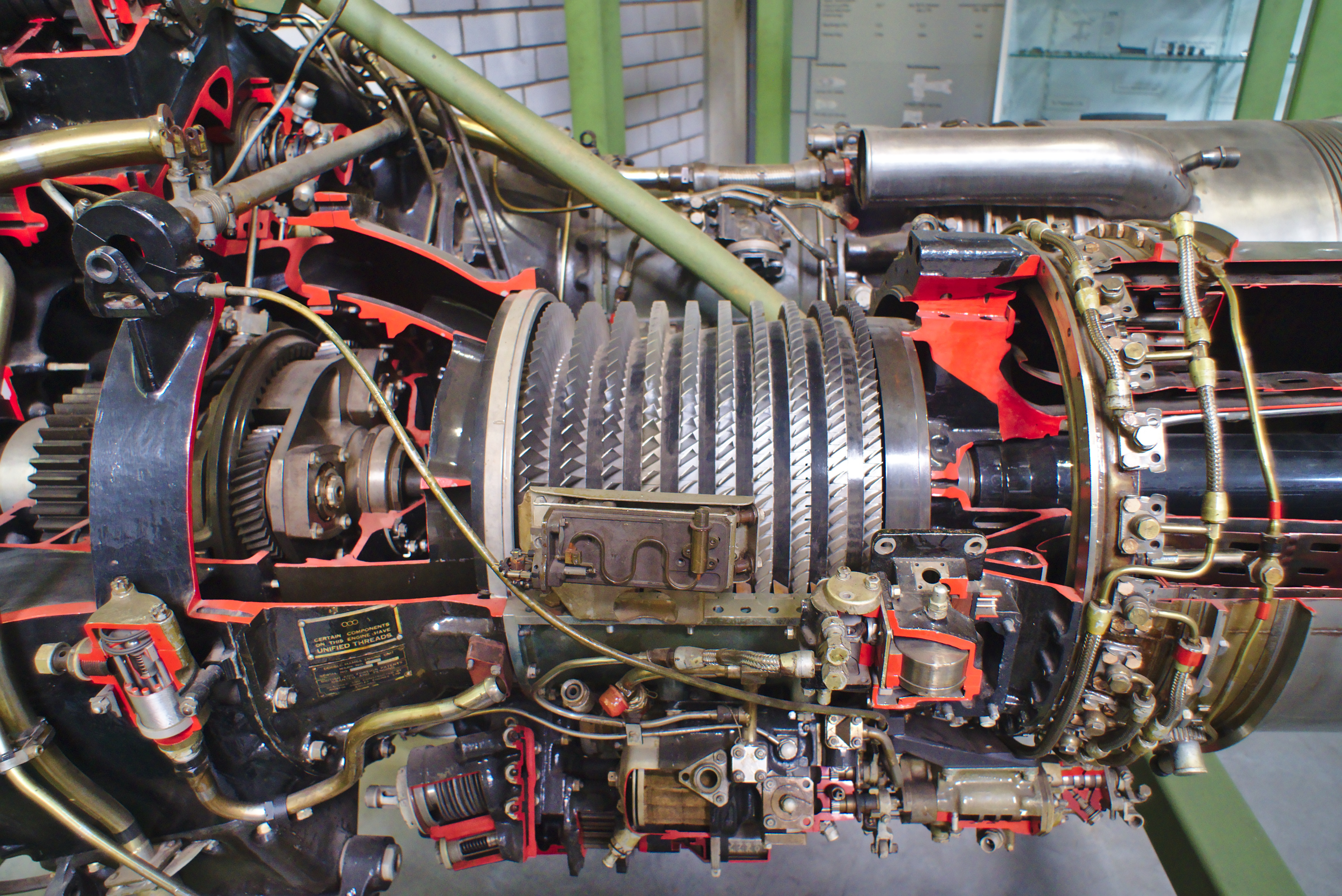
Double Mamba in der Wehrtechnischen Studiensammlung Koblenz

Double Mambas sind in folgenden Museen ausgestellt:
- Australian National Aviation Museum
- Caloundra Air Museum
- Deutsches Museum, Flugwerft Schleißheim
- Imperial War Museum Duxford
- Midland Air Museum
- Wehrtechnische Studiensammlung Koblenz

## Daten (ASMD.3)

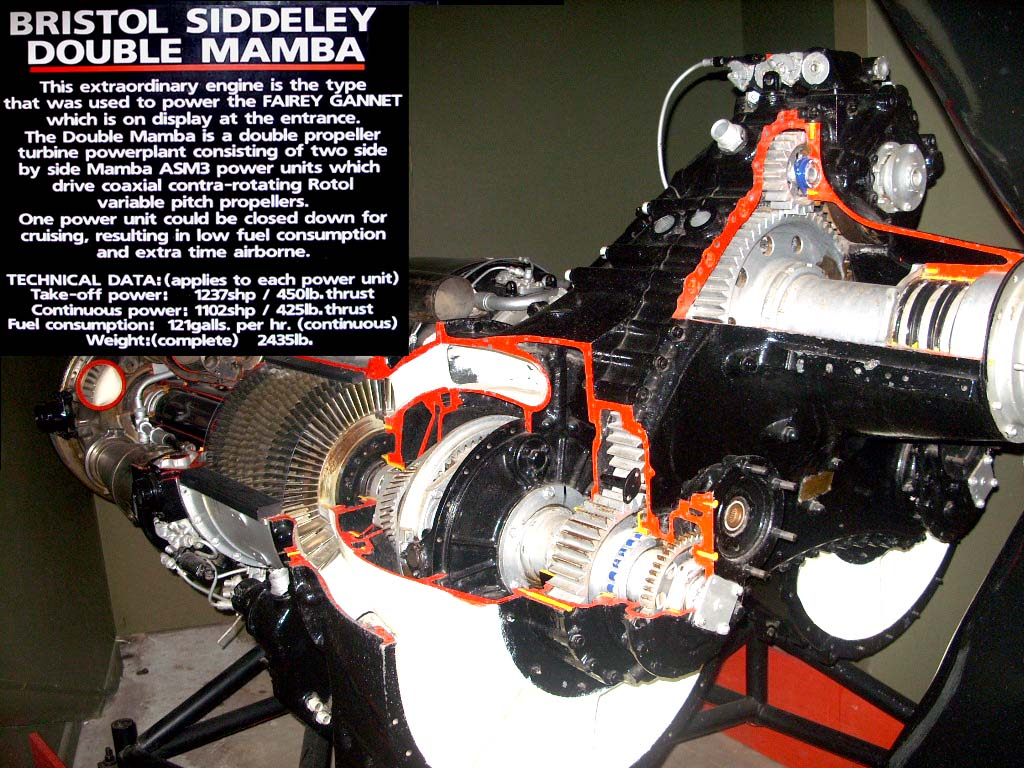
Aufgeschnittene Double Mamba im The Flambards Experience in Cornwall

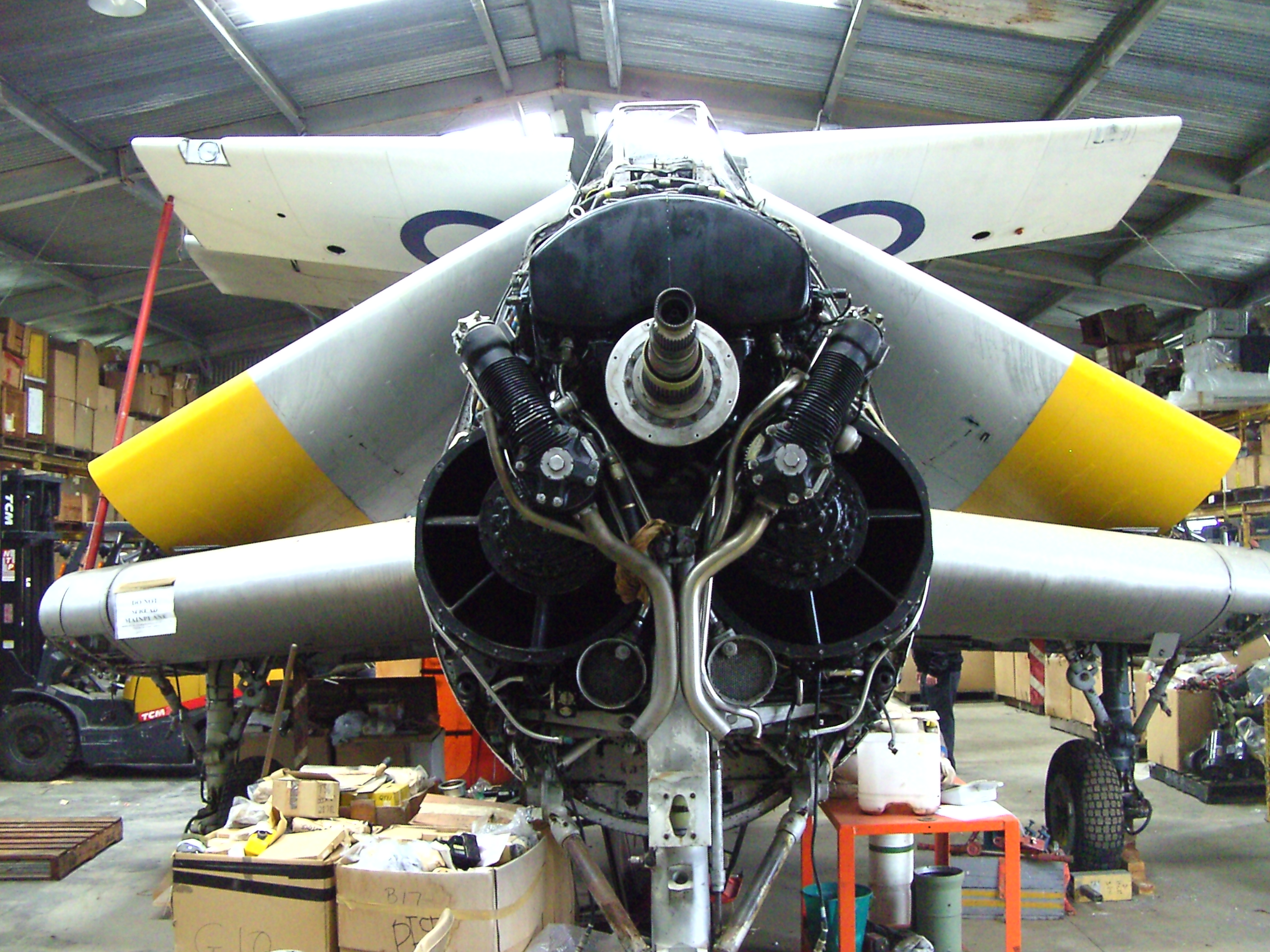
Double Mamba in einem nicht ausgestellten Flugzeug im Fleet Air Arm Museum (Australien)

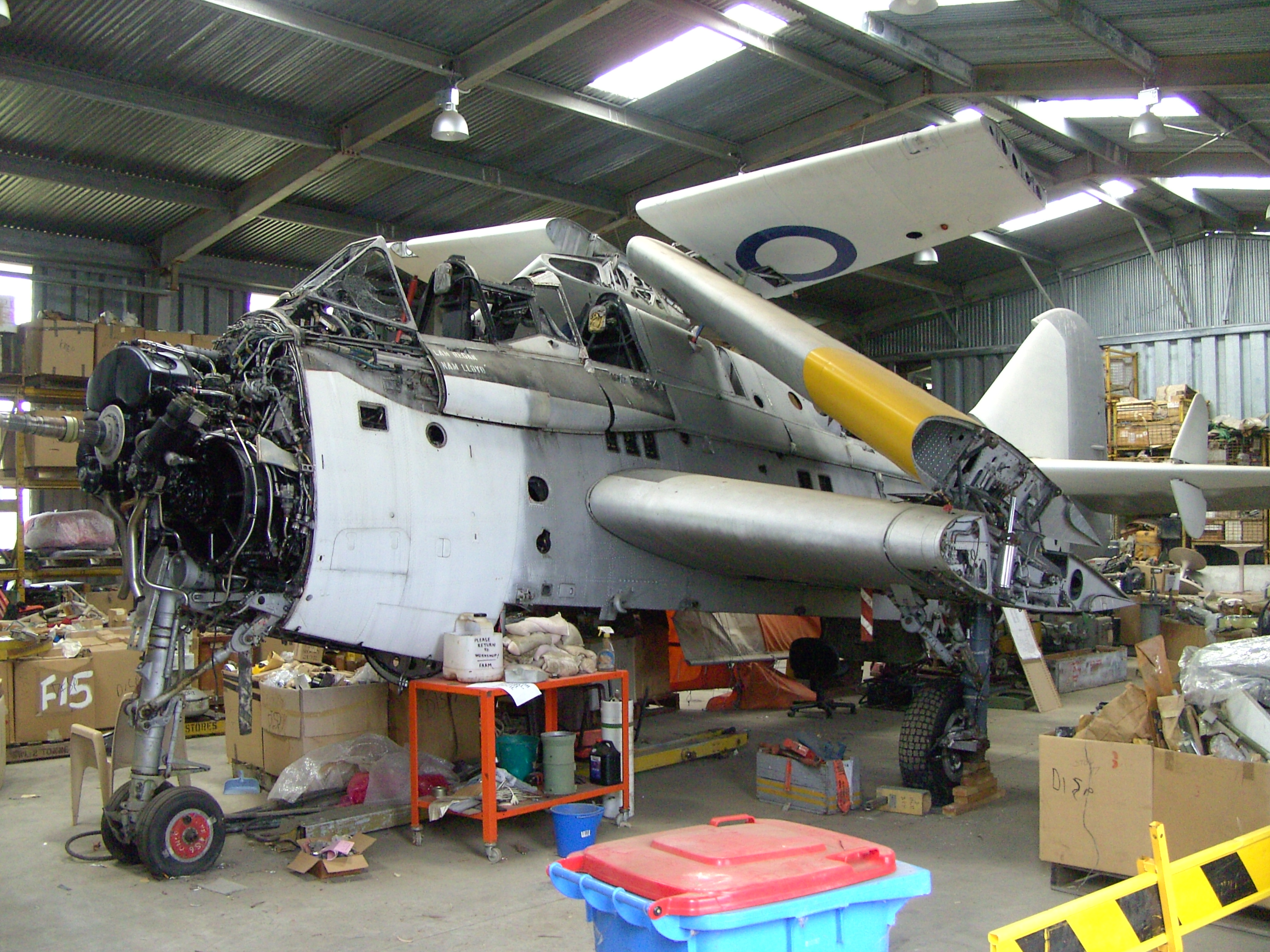
Double Mamba – Seitenansicht

### Allgemein
- Typ: Turboprop
- Länge: 2597 mm
- Durchmesser: 1341 mm
- Gewicht: 984 kg

### Komponenten
- Kompressor: 2 ×, axial, 10-Stufig
- Brennkammern: 2 × 6
- Turbine: 2 × 2-Stufig

### Leistung
- Leistung: 2960 eshp (2207 kW)
- Gesamtdruckverhältnis: 5,35:1
- Luftmassenstrom: 2 × 8,4 kg/s
- Leistungsgewicht: 0,446 kg/kW[2]